# Герберт Циммерманн
Герберт Циммерманн (нім. Herbert Zimmermann, нар. 1 липня 1954, Нойвід) — німецький футболіст, що грав на позиції захисника.
Виступав, зокрема, за клуб «Кельн», а також національну збірну Німеччини.
Чемпіон Німеччини. У складі збірної — чемпіон Європи.

## Клубна кар'єра
Народився 1 липня 1954 року в місті Нойвід. Вихованець футбольної школи клубу FV Engers 07.
У дорослому футболі дебютував 1972 року виступами за команду клубу «Баварія», в якій провів два сезони, взявши участь лише у 2 матчах чемпіонату. 
У 1974 році перейшов до клубу «Кельн», за який відіграв 10 сезонів. Більшість часу, проведеного у складі «Кельна», був основним гравцем захисту команди. Завершив професійну кар'єру футболіста виступами за команду «Кельн» у 1984 році.

## Виступи за збірну
У 1976 році дебютував в офіційних матчах у складі національної збірної Німеччини. Протягом кар'єри у національній команді, яка тривала 5 років, провів у формі головної команди країни 14 матчів, забивши 2 голи.
У складі збірної був учасником чемпіонату світу 1978 року в Аргентині, чемпіонату Європи 1980 року в Італії, здобувши того року титул континентального чемпіона.

## Титули і досягнення
- Володар Кубка Німеччини (3):

«Кельн»: 1976-77, 1977-78, 1982-83
- Чемпіон Німеччини (2):

«Кельн»: 1977-78
Збірні
- Чемпіон Європи (1):

1980